# Le Creuset

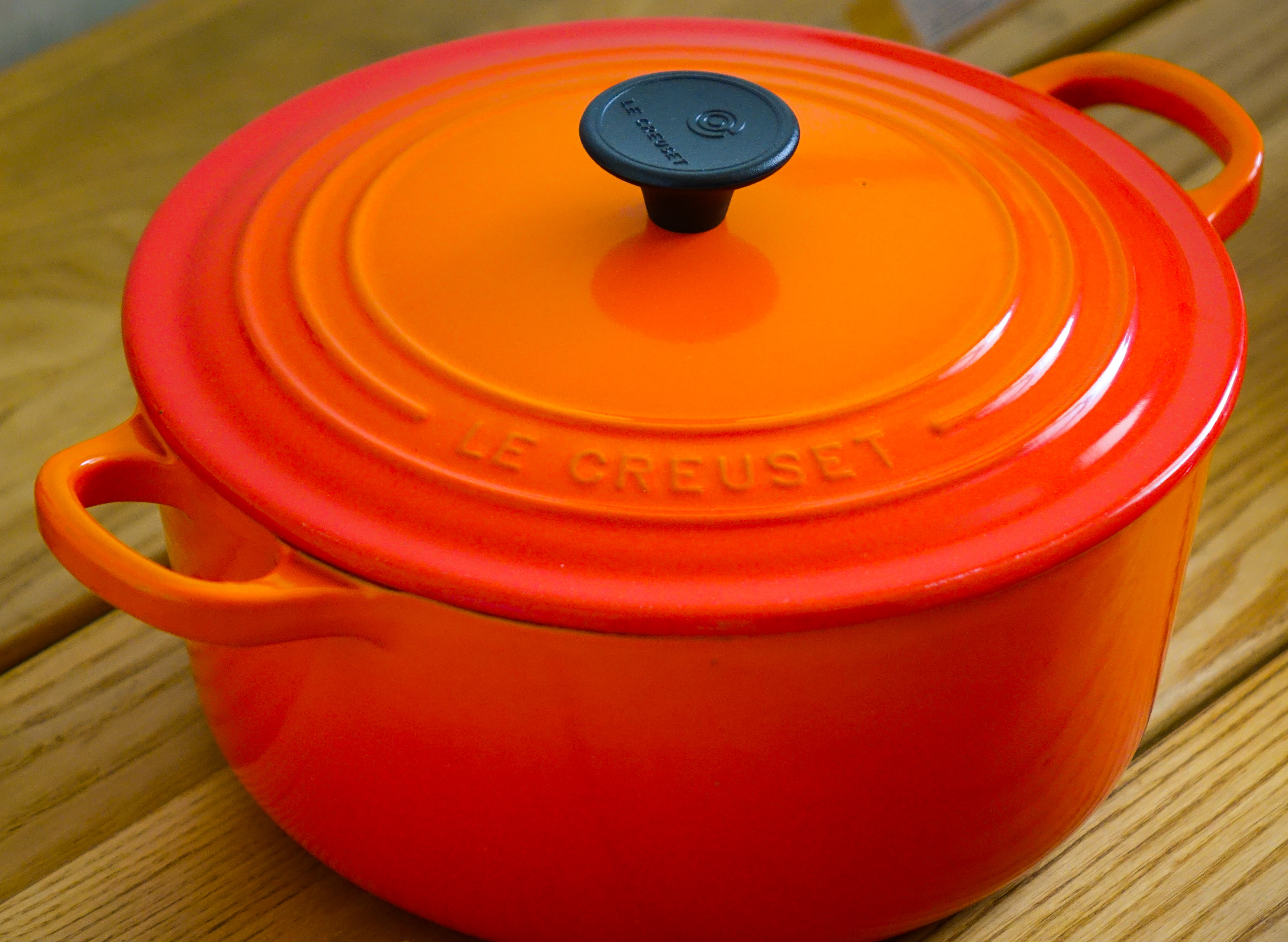
Cazuela en color "Llama Volcánica"

Le Creuset (Pronunciación en francés: [lə kʁøzɛ], que significa "el crisol") es un fabricante franco-belga de utensilios de cocina, reconocido principalmente por producir utensilios de cocina de hierro fundido esmaltado. La empresa comenzó su producción en el año 1925 en la ciudad de Fresnoy-le-Grand, en el norte Francia, donde sigue operando actualmente.
Le Creuset es especialmente conocida por sus cocottes (que son similares a las ollas de hierro) caracterizadas por sus asas en forma de "T" y su esmaltado colorido. Además del hierro fundido, la compañía produce una amplia gama de utensilios de cocina y repostería, que incluye desde juegos para fondue hasta tayines, pasando por productos de acero inoxidable, cerámica de gres y utensilios antiadherentes.

## Historia
Le Creuset fue fundada en 1925 en Fresnoy-le-Grand, en el departamento de Aisne, región de Picardía, en Francia. La ubicación fue elegida estratégicamente por encontrarse en la intersección de rutas clave para el transporte de hierro, coque y arena, materias primas esenciales para la producción. La empresa fue fundada por Armand De Saegher, un especialista belga en fundición, y Octave Aubecq, experto en esmaltado. Ese mismo año, Le Creuset fabricó su primera cocotte (también conocida como horno francés), sentando las bases de lo que se convertiría en una extensa gama de utensilios de cocina. El color Volcanic (un naranja brillante) fue utilizado en aquella primera pieza y se convirtió en el color emblemático de la marca.
Durante la Segunda Guerra Mundial, la empresa centró sus esfuerzos en la mejora continua de la calidad del hierro fundido.
En 1957, Le Creuset adquirió la compañía rival Les Hauts Fourneaux de Cousances, ampliando así su catálogo con productos como planchas grill y juegos de fondue.
Un año después, en 1958, el diseñador industrial Raymond Loewy fue encargado de crear una nueva cacerola de líneas aerodinámicas, pensada para una generación más joven. De ese encargo nació la icónica Coquelle.
El logotipo actual de Le Creuset fue introducido en 1970, simbolizando el proceso de fundición y moldeo del metal, en referencia a los orígenes de la marca.

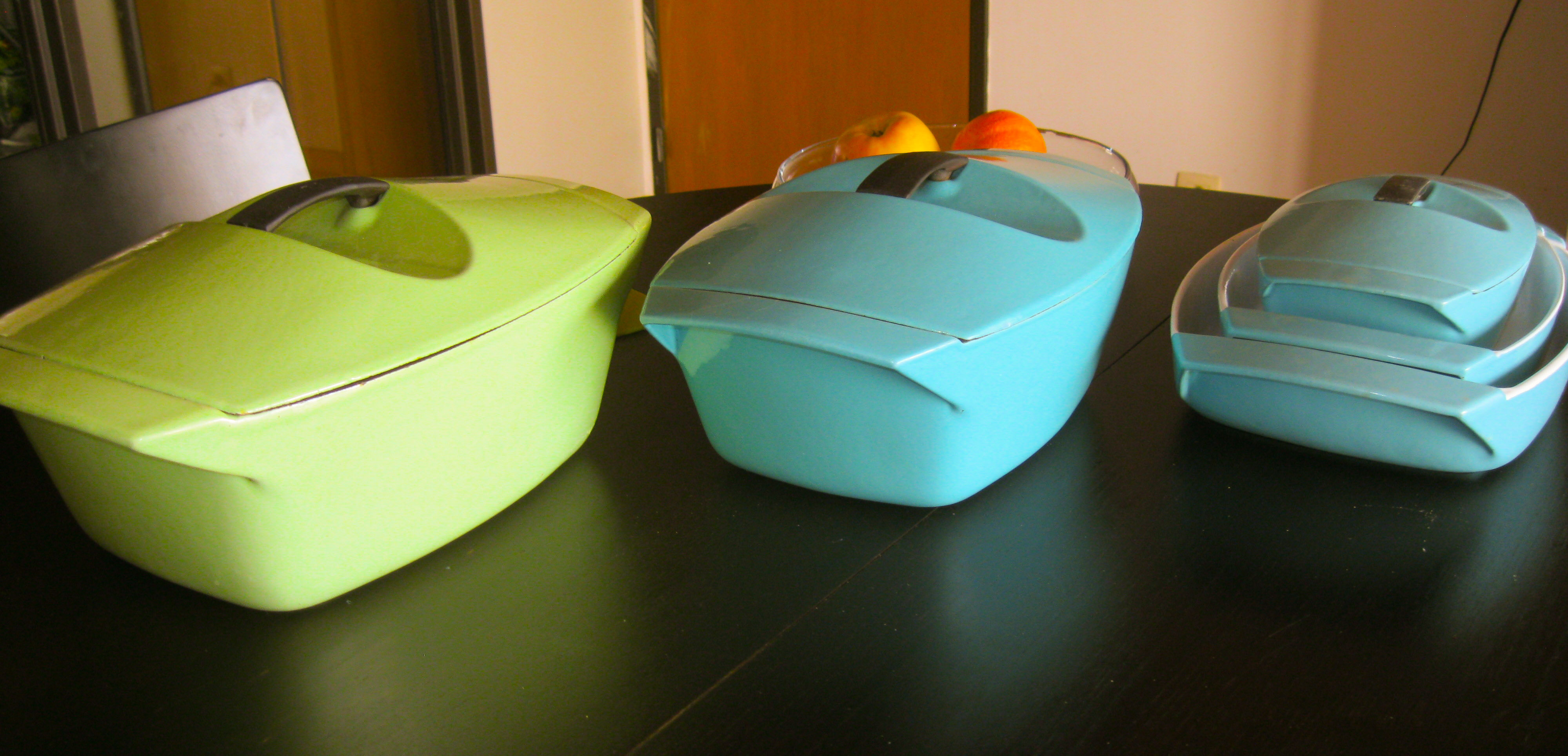
Hornos holandeses o "coquelles" diseñados por Raymond Loewy

Durante la década de 1970, el diseñador italiano Enzo Mari creó distintivos hornos holandeses y cacerolas para Le Creuset, caracterizados por sus tapas abovedadas y asas de diseño singular. En la década de 1980, se lanzó la línea "Futura", diseñada por JC Barrault, ampliando la estética y funcionalidad de la marca.
Uno de los hornos holandeses de Le Creuset se encuentra expuesto en el Museo Nacional de Historia Estadounidense del Instituto Smithsonian, en Washington D. C., como parte de la recreación de la cocina de la célebre chef Julia Child. Aunque popularmente se afirma que era su olla favorita, algunas fuentes especializadas sostienen que su preferencia personal era por los hornos holandeses de la marca Descoware, un competidor belga menos conocido.
En 1988, la empresa fue adquirida por el empresario Paul van Zuydam, quien impulsó su expansión internacional y diversificación.
En 1995, Le Creuset comenzó a explorar nuevas categorías de productos, incorporando materiales como acero inoxidable, cerámica de gres, silicona, esmalte sobre acero, textiles y aluminio anodizado forjado a su catálogo, con el objetivo de ofrecer una gama más amplia de soluciones para la cocina moderna.
La paleta de colores de Le Creuset es una de sus señas de identidad. La marca ofrece una amplia variedad que abarca desde tonos brillantes —como Cereza (un rojo degradado)— hasta tonos neutros o apagados —como Merengue (un blanco roto degradado). A lo largo de los años, algunos colores han sido descontinuados, entre ellos Cobalto (azul violeta), Onyx Black (negro sólido), Kiwi (verde claro degradado), Slate, Granite, Cactus y Citron. Además de su colección estándar, Le Creuset colabora con importantes minoristas como Williams Sonoma y Sur La Table para lanzar ediciones limitadas en colores exclusivos disponibles solo en sus tiendas.

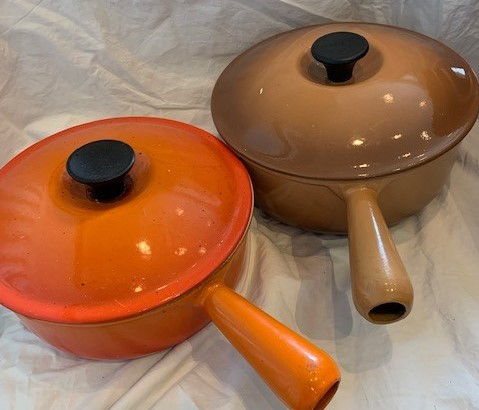
Sartenes de Le Creuset

En 2020, Le Creuset experimentó un renovado interés entre el público joven gracias a su creciente popularidad en redes sociales, donde fue adoptada como una marca de diseño de alto valor estético y funcional.

## Producción
Para la fabricación de sus utensilios de cocina de hierro fundido, la fundición de Le Creuset emplea métodos tradicionales de fundición en moldes de arena. Tras un proceso de acabado manual, cada pieza es recubierta con al menos dos capas de esmalte. La gama Signature, su línea principal de hierro fundido esmaltado, incorpora un mínimo de tres capas de esmalte, lo que otorga a cada producto una alta resistencia al desgaste durante el uso cotidiano. Todos los utensilios de hierro fundido de Le Creuset continúan fabricándose en la fundición original de la empresa, ubicada en Fresnoy-le-Grand, Francia. Este proceso de fabricación fue presentado en el programa Inside the Factory de la cadena británica BBC Two. 
Los productos de Le Creuset que no son de hierro fundido se producen en distintos países especializados según el tipo de material: China (accesorios y utensilios de silicona), Tailandia (hervidores y cerámica), Inglaterra (productos de limpieza para esmalte), Portugal (línea de acero inoxidable) y Esuatini (ollas de barro y cerámica artesanal).

## Galería de imágenes

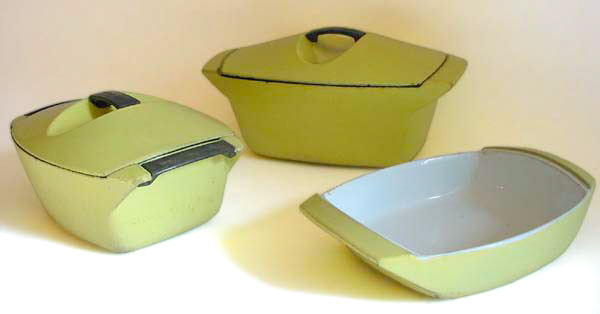
Cacerolas antiguas de Raymond Loewy
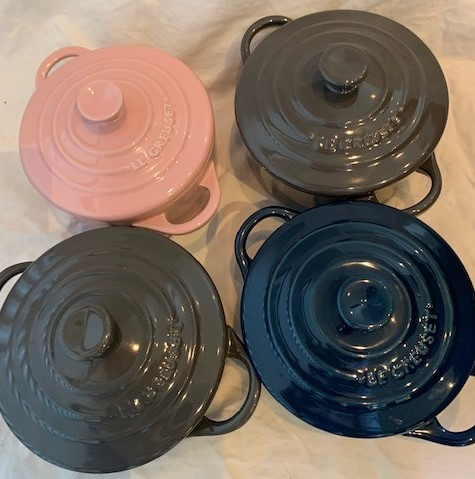
Cacerolas individuales
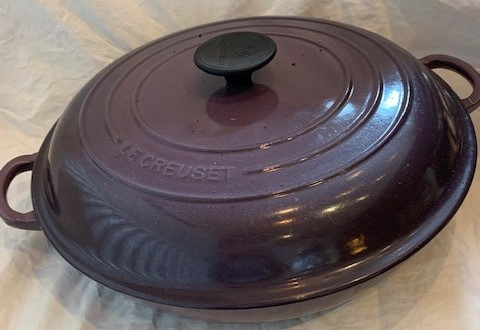
Cazuela baja de color 'Cassis'
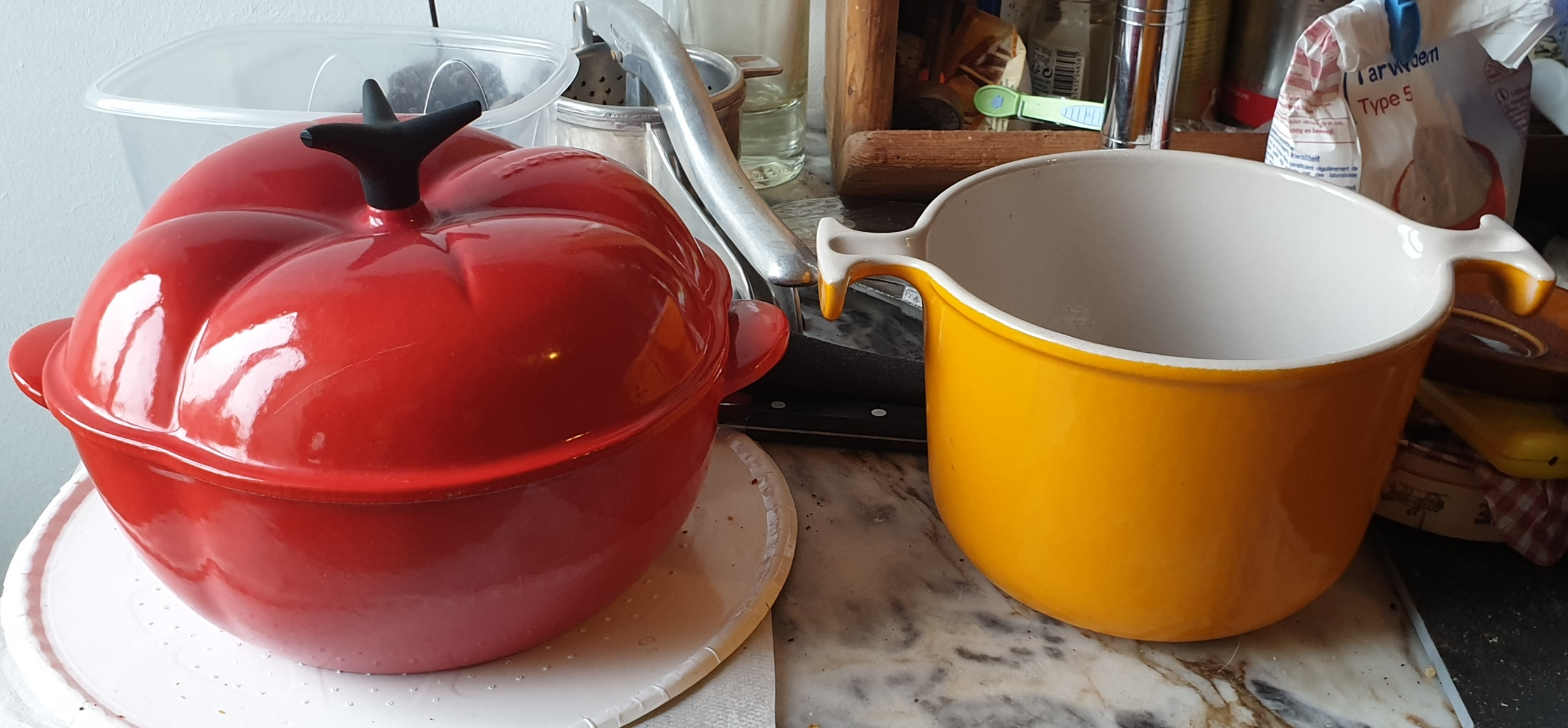
Olla para fondue diseñada por Enzo Mari
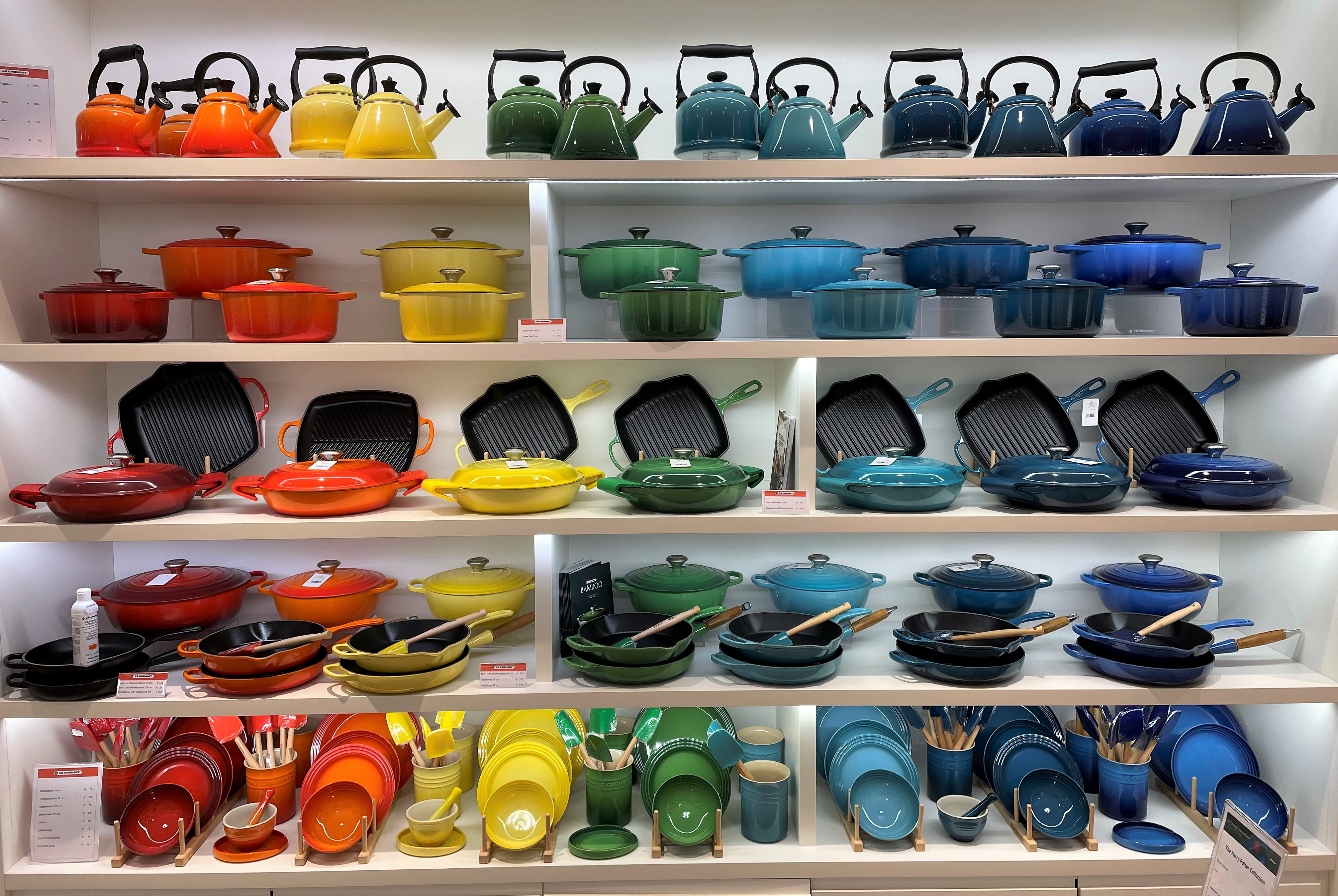
Productos en exhibición en una tienda Le Creuset
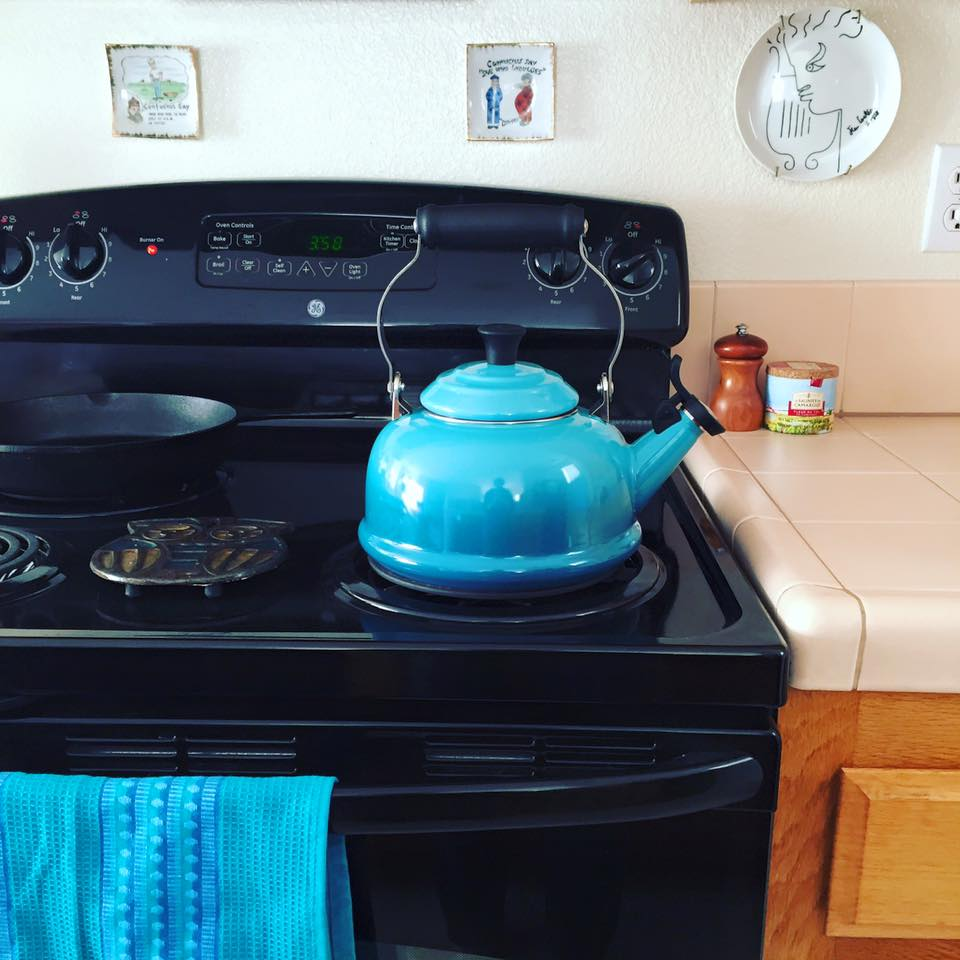
Tetera Le Creuset
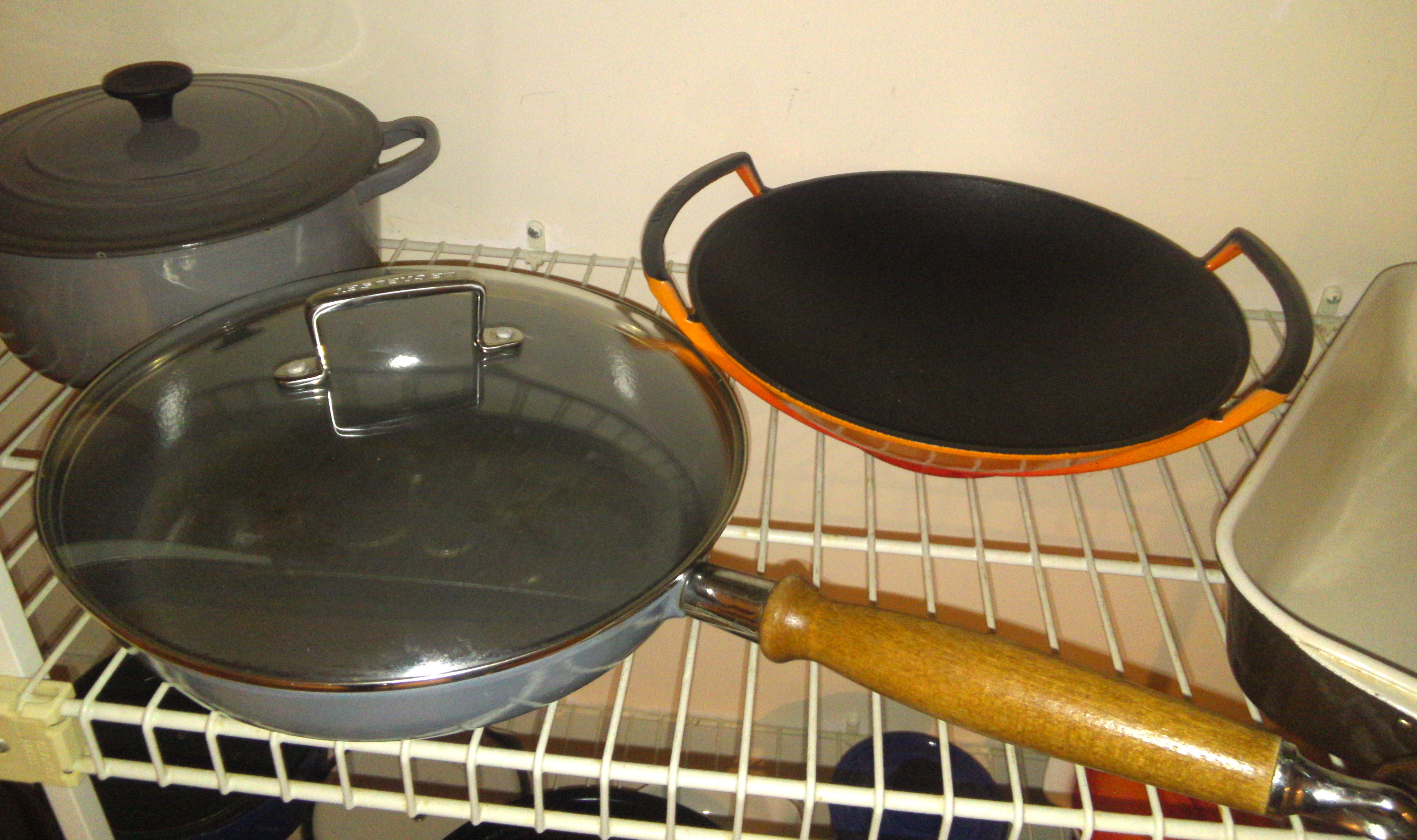
De izquierda a derecha: horno holandés Le Creuset, sartén, wok pequeño y sartén rectangular.